# Hyantis hageni
Hyantis hageni är en fjärilsart som beskrevs av Johannes Karl Max Röber 1903. Hyantis hageni ingår i släktet Hyantis och familjen praktfjärilar. Inga underarter finns listade i Catalogue of Life.